# Отрадненское сельское поселение (Мордовия)
Отра́дненское се́льское поселе́ние — муниципальное образование в Чамзинском районе Мордовии Российской Федерации.
Административный центр — село Отрадное.

## История
Образовано в 2005 году в границах сельсовета.
Законом от 24 апреля 2019 года, Кульминское сельское поселение и одноимённый ему сельсовет были упразднены, а входившие в их состав населённые пункты были включены в Отрадненское сельское поселение и сельсовет.

## Население
| 2002 | 2010 | 2012 | 2013 | 2014  | 2015 | 2016 |
| ---- | ---- | ---- | ---- | ----- | ---- | ---- |
| 581  | ↘531 | ↗547 | ↗573 | ↗636  | ↗655 | ↗675 |
| 2017 | 2018 | 2019 | 2020 | 2021  |      |      |
| ↗686 | ↗693 | ↘690 | ↗978 | ↗1059 |      |      |

## Состав сельского поселения
| № | Населённый пункт    | Тип населённого пункта | Население |
| - | ------------------- | ---------------------- | --------- |
| 1 | Кочкуши             | село                   | ↘72       |
| 2 | Отрадное            | село                   | ↘459      |
| 3 | Кульмино            | село                   | ↘290      |
| 4 | Маколово            | село                   | ↘69       |
| 5 | Маколовские Выселки | посёлок                | ↘0        |